# Копейкин
Копейкин е герой от една от повестите на романа на Н. В. Гогол „Мъртви души“. Той е инвалид без ръка и без крак.
„Повест за капитан Копейкин“ разказва за герой от войната през 1812 г., който е загубил здравето си и възможността да се препитава. Отчитайки своите заслуги пред отечеството, Копейкин се надява да получи достойна компенсация за своите ръка и крак, които е загубил на бойното поле, отстоявайки независимостта на страната си.
Копейкин решил да се отправи към Петербург, за да изпроси от монарха милост и отплата за това, че е жертвал живота си. Всички благородници обещават да разгледат неговия случай, но така и не го правят. Дните минават, а резултат няма. Велможите предлагат на Копейкин да чака господаря, който е зад граница, на поход. След няма и два месеца обявяват, че в планината имало шайка разбойници и техен водач е не кой да е, а Копейкин.
„Повест за капитан Копейкин“, като сатира на висшата петербургска администрация, става единствената причина „Мъртви души“ да има проблеми с цензурата. Гогол предвижда това и още преди да представи романа за проверка значително редактира първата версия на повестта. Дори и този смекчен вариант обаче бива определен от цензора Александър Никитенко като „абсолютно невъзможен за допускане“. Това довежда Гогол до отчаяние, тъй като той смята повестта за „една от най-добрите части“ на романа. По тази причина Гогол решава за пореден път да преработи текста, като променя значително и характера на самия Копейкин, който в резултат се показва като обичащ да си угажда пройдоха с неумерени претенции. Тази редакция на повестта най-сетне е разрешена от цензурата.
Оценките за повестта и интерпретациите на посланието ѝ се променят във времето. В съветското литературознание водеща е представата за Копейкин като „малкия човек“, който се бунтува срещу репресивната и бездушна държавна машина. Бележитият литератор, семиотик и изследовател на руската култура Юрий Лотман обаче отхвърля това виждане, като обръща внимание, че Гогол избира героят му да бъде не прост войник – което би било логичното олицетворение на „малкия човек“ – а офицер, и то с чин капитан, който дава право на наследствена дворянска титла, а следователно и на владение на крепостни селяни. Имайки предвид мирогледа на Гогол, би било странно, обосновава се Лотман, писателят да е избрал точно такъв герой за свой положителен образ.